# Nemanoke aotearoa
Nemanoke aotearoa är en rundmaskart som beskrevs av Yeates och Spiridonov 1996. Nemanoke aotearoa ingår i släktet Nemanoke och familjen Drilonematidae. Inga underarter finns listade i Catalogue of Life.